# Nackt
Nackt è un film del 2002 diretto da Doris Dörrie.